# Custines
Custines [kystin] ist eine französische Gemeinde mit 3.095 Einwohnern (Stand: 1. Januar 2022) im Kanton Entre Seille et Meurthe im Arrondissement Nancy im  Département Meurthe-et-Moselle in der Region Grand Est (bis 2015 Lothringen).

## Geographie

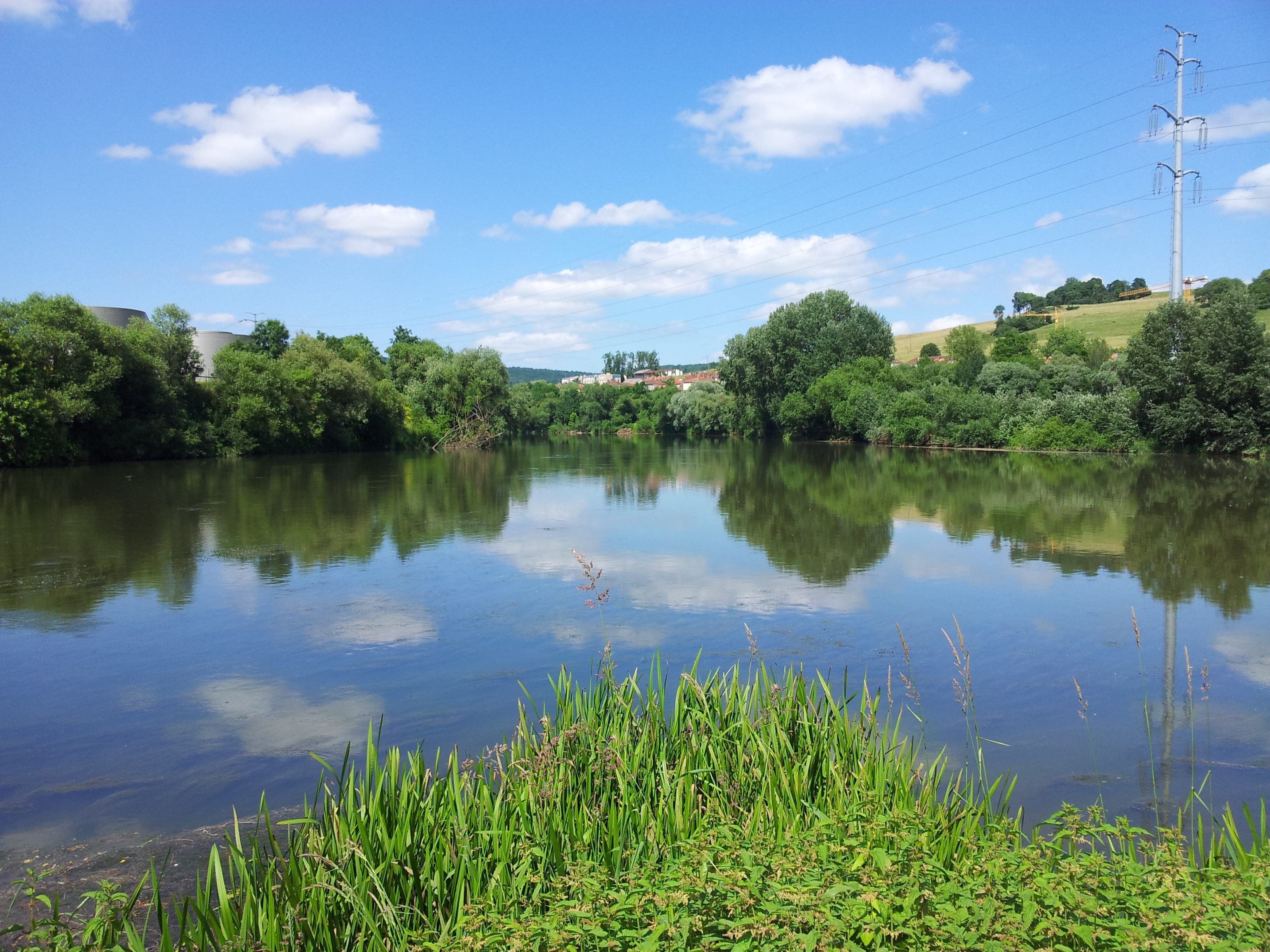
Mündung der Meurthe (von rechts) in die Mosel, im Hintergrund Custines

Custines liegt an der Mosel, in die hier die Meurthe mündet. Umgeben wird Custines von den Nachbargemeinden Millery im Norden, Belleau im Nordosten, Malleloy im Osten, Bouxières-aux-Dames im Südosten und Süden, Frouard im Süden und Südwesten, Pompey im Westen sowie Marbache im Westen und Nordwesten.

## Name
Wegen des Zusammenflusses (lat. condatum) von Mosel und Meurthe lautete der Name der Ortschaft bis 1719 Condé-sur-Moselle. Sie wurde dann nach dem dort herrschenden Grafen Custine benannt. Während der Revolutionsjahre hieß der Ort Port-sur-Moselle und ab 1800 Custines.

## Geschichte
Der Name Condé weist auf eine Besiedlung des Orts schon zur gallischen oder gallorömischen Zeit hin. Später war der Marktflecken Ausgangspunkt der Straße in das Saulnois, Zentrum der Salzgewinnung der Bischöfe von Metz. Im Jahr 1243 wurde eine erste Burg errichtet, die bald in den Besitz der Grafen von Bar gelangte. Mit der Vereinigung der Herzogtümer Lothringen und Bar ging eine Modernisierung der Burg einher.
Nach der Schlacht bei Nancy des Jahres 1477 wurde die Burg häufig Aufenthaltsort des Hofs. Im Oktober 1496 kam dort Claude de Lorraine, der erste Herzog von Guise, zur Welt. Damals erlebte der Ort einen konstanten Aufschwung. Nach den Kriegen Lothringens mit Frankreich wurde die Burg 1635 von den Franzosen geschleift. Christophe de Custine (1661–1755), Gouverneur von Nancy, wurde Eigentümer von Condé, und Leopold I. von Lothringen gab dem Ort dessen Namen.
Im 19. Jahrhundert profitierte Custines vom industriellen Aufschwung, bewahrte dabei aber seinen ländlichen Charakter. Den Ersten Weltkrieg überstand der Ort unbeschadet. Im Zweiten Weltkrieg wurden die Moselbrücke und ein Teil von Custines bei Bombenangriffen zerstört.

### Bevölkerungsentwicklung
| Jahr      | 1962 | 1968 | 1975 | 1982 | 1990 | 1999 | 2006 | 2019 |
| Einwohner | 2639 | 3046 | 2900 | 2841 | 2813 | 2991 | 3001 | 3082 |

## Sehenswürdigkeiten
- Kirche Saint-Léger, romanischer Glockenturm aus dem 12. Jahrhundert, Chor aus dem 15. Jahrhundert und Kapelle aus dem 16. Jahrhundert
- Ruinen des alten Schlosses, ursprünglich 1261 bis 1263 erbaut, mehrfach belagert, 1637 auf Befehl des Kardinals Richelieu geschleift
- Haus Les Lombards, Wehrhaus aus dem 16. Jahrhundert
- Schloss Clévant aus dem 19. Jahrhundert mit Taubenschlag
- zahlreiche Häuser im Ortszentrum aus dem 15. und 16. Jahrhundert

## Verkehr
Custines hatte einen Bahnhof an der Bahnstrecke Pompey–Nomeny, die am 23. September 1882 von der Compagnie des chemins de fer de l’Est eröffnet wurde. Im Zweiten Weltkrieg wurde 1940 deren Brücke über die Mosel zerstört. Daraufhin endete der Personenverkehr auf der Strecke – er wurde auch nach dem Wiederaufbau der Brücke nicht wieder aufgenommen. Im Januar 1982 wurde der Güterverkehr ebenfalls eingestellt und die Strecke im Jahr 2003 in diesem Abschnitt stillgelegt. Nächste Bahnstation ist Pompey an der Bahnstrecke Frouard–Novéant, ca. 2,7 km von der Ortsmitte von Custines entfernt.
Durch die Gemeinde führt die Autobahn A 43, die im Süden der Gemeinde eine Anschlussstelle aufweist. Im Ort kreuzen sich die Departementsstraßen D 40 und D 90.

## Persönlichkeiten
- Claude de Lorraine, duc de Guise (1496–1550), im alten Schloss geboren
- Jean Rouppert (1887–1979), Maler und Bildhauer